# آلبرت گوسنل
آلبرت گوسنل (به انگلیسی: Albert Gosnell) بازیکن فوتبال زادهٔ ۱۰ فوریه ۱۸۸۰ اهل کشور انگلستان بود که سابقهٔ بازی در تیم ملی فوتبال انگلستان را در کارنامهٔ خود دارد. وی در تاریخ ۱۷ فوریه ۱۹۰۶ تنها بازی ملی خود را در مقابل تیم ملی فوتبال ایرلند انجام داد.